# مطار لندن سيتي
مطار لندن سيتي (London City Airport) (إياتا: LCY، إيكاو: EGLC) هو مطار دولي في لندن. يقع على بعد حوالي 6 NM (11 كـم؛ 6.9 ميل) شرق مدينة لندن.
يوجد في مطار لندن سيتي مدرج واحد يبلغ طوله 1,500-متر (4,900 قدم)، ويملك رخصة استخدام الطائرات العامة (رقم P728) التي تسمح برحلات جوية للنقل العام للركاب أو للتدريب على الطيران (فقط للتدريب اللازم لتشغيل الطائرات في المطار). يسمح فقط للطائرات ذات الأجنحة الثابتة ذات المحركات المتعددة مع الطائرات الخاصة وشهادة أطقم الطائرات لإجراء عمليات في مطار مدينة لندن. وأكبر طائرة يمكن استخدامها في المطار هي إيرباص إيه 318.

## روابط خارجية
- الموقع الرسمي
- London City Airport Consultative Committee
- HACAN East – Residents Campaign Group